# Coburg
Coburg er en kreisfri by i Regierungsbezirk Oberfranken i den tyske delstat Bayern. Den er samtidig administrationsby i Landkreis Coburg.
Byen ligger syd for Thüringer Wald og nord for floden Main og gennemløbes af floden Itz. Den ligger 80 km syd for Erfurt, 90 km nordøst for Würzburg og nord for Nürnberg.
Byen var i lang tid en del af delstaten Thüringen, men blev en del af Bayern efter en folkeafstemning i 1920. Indtil 1918 var byen den mindste af de to hovedstæder i det forenede hertugdømme Sachsen-Coburg-Gotha.

## Historie
Stedet nævnes første gang i 1056. I 1331 fik den købstadsrettigheder af den tysk-romerske kejser Ludwig af Bayern. I 1353 kom Coburg under markgreve Frederik den Strenge af Meissen. I 1524 kom reformationen til byen og i 1530 opholdt Martin Luther sig et halvt år i Coburgs borg. Mellem år 1586 og 1633 var Coburg hovedstad i det selvstændige hertugdømme Sachsen-Coburg. I denne tid byggedes i byen huse i renæssancestil, som er bevaret til i dag.
Efter første verdenskrig ophørte monarkiet i regionen, og Coburg blev først centrum i en fristat med samme navn, inden området blev en del af Bayern. Efter år 1922 udviklede byen sig til et centrum for nationalsocialismen. I 1929 havde Coburg som første by i Tyskland flere medlemmer af det nationalsocialistiske tyske arbejderparti (NSDAP) i bystyret end af andre partier. Coburg var også den første by, hvor Adolf Hitler blev æresborger.
Under anden verdenskrig fik Coburg ikke så store skader som andre tyske byer. Den 11. april 1945 blev den besat af amerikanske soldater. I forbindelse med Tysklands deling blev Coburg en by tæt på grænsen til Østtyskland.

### Bydele og landsbyer
Coburg er inddelt i 13 bydele og landsbyer. Areal og indbyggertal er fra år 2002.
| Stadtteil                 | Arealkm² | Indbyggertal | Indb./km² |
| ------------------------- | -------- | ------------ | --------- |
| Coburg (Kernstadt)        | 13,91    | 27.120       | 1.950     |
| Beiersdorf                | 7,31     | 1.421        | 194       |
| Bertelsdorf und Glend     | 4,00     | 1.407        | 352       |
| Cortendorf                | 1,65     | 1.349        | 818       |
| Creidlitz                 | 2,30     | 1.732        | 753       |
| Ketschendorf              | 1,79     | 1.517        | 847       |
| Lützelbuch und Löbelstein | 1,00     | 458          | 458       |
| Neu- und Neershof         | 2,51     | 232          | 92        |
| Neuses                    | 2,74     | 1.720        | 628       |
| Rögen                     | 3,05     | 384          | 126       |
| Scheuerfeld               | 4,83     | 2.425        | 502       |
| Seidmannsdorf             | 1,98     | 682          | 344       |
| Wüstenahorn               | 1,23     | 2.002        | 1.628     |
| Insgesamt                 | 48,3     | 42.449       | 878       |
To tredjedele af befolkningen bor i hovedbyen i Itztal.
Nabokommuner
Følgende kommuner i Landkreis Coburg grænser til byen Coburg, (følgende uret, bebyndende mod nord): Lautertal, Dörfles-Esbach, Rödental, Ebersdorf bei Coburg, Grub am Forst, Niederfüllbach, Untersiemau, Ahorn, Weitramsdorf und Meeder.